# Берестовое (Купянский район)
Бересто́вое (укр. Берестове), село,
Песчанский сельский совет,
Купянский район,
Харьковская область, Украина.
Код КОАТУУ — 6323784502. Население по переписи 2001 года составляет 230 (108/122 м/ж) человек.

## Географическое положение
Село Берестовое находится на расстоянии в 4 км от реки Песчаная (левый берег).
По селу протекает безымянная речушка с несколькими запрудами.
На расстоянии в 3 км проходит автомобильная дорога Р-07.
Рядом проходит железная дорога, в 4-х км станция Берестовая.

## История
- 1665 — дата основания.

## Достопримечательности
- Братская могила советских воинов.